# Водникові
Водникові (Fontinalaceae) — родина мохів ряду Hypnales.
Роди:
- Brachelyma Schimp. ex Cardot (1)
- Cryphaeadelphus (Müller Hal.) J.Cardot, 1904
- Dichelyma Myrin (10)
- Fontinalis Hedw. (76)

Цифри в дужках — прибл. скільки видів у роді.